# Peperomia rubrimaculata
Peperomia rubrimaculata är en pepparväxtart som beskrevs av C. Dc.. Peperomia rubrimaculata ingår i släktet peperomior, och familjen pepparväxter. Inga underarter finns listade i Catalogue of Life.